# Pyongyang Sinmun
Pyongyang Sinmun (tiếng tiếng Hàn: 평양신문; Hanja: 平壤新聞, Tin tức Bình Nhưỡng) là một tờ báo của Bắc Triều Tiên được thành lập vào ngày 1 tháng 6 năm 1957 bởi Kim Nhật Thành. Tờ báo này ra mắt phiên bản trực tuyến vào ngày 1 tháng 1 năm 2005. Nó được xuất bản bởi Đảng Lao động Triều Tiên thuộc Ủy ban thành phố Bình Nhưỡng xuất bản sáu lần mỗi tuần dưới sự chủ biên của Song Rak-gyun. Mặc dù về mặt kỹ thuật là một tờ báo địa phương, nó được phát hành trên toàn quốc và các câu chuyện cũng bao gồm tin tức từ các khu vực khác. Bản in gồm bốn trang. Nó có số lượng phát hành là 4,3 triệu tờ báo. Thời báo Bình Nhưỡng là ấn bản tiếng nước ngoài của nó.